# Encalypta tianschanica
Encalypta tianschanica là một loài rêu trong họ Encalyptaceae. Loài này được J.C. Zhao, S. He & R.L. Hu mô tả khoa học đầu tiên năm 1997.